# Ткачов Вадим Мар'янович
Вади́м Мар'я́нович Ткачо́в (27 травня 1943, Одеса, УРСР — 12 серпня 2018, Одеса, Україна) — український профспілковий діяч, залізничник, керівник Профспілки залізничників і транспортних будівельників України, голова Федерації профспілок транспортників України.

## Життєпис
- почав трудову діяльність у 14 років робітником.
- 1963—1964 — служба в лавах Радянської Армії.
- По закінченні служби працював слюсарем, ковалем у вагонному депо Одеса-Застава І.
- 1972—1975 — звільнений голова місцевкому вагонного депо Одеса-Застава І.
- 1976 — закінчив юридичний факультет Одеського державного університету.
- 1982—1996 — голова Одеського райпрофсожу.
- 1996 — голова дорпрофсожу Одеської залізниці,
- У квітні 2001 на засіданні Ради профспілки обраний головою Ради профспілки залізничників і транспортних будівельників України.
- На IV з'їзді профспілки у 2001 р. знову обрано головою Ради профспілки залізничників і транспортних будівельників України.
- На установчій конференції профспілок транспортників України, що відбулася у травні 2003 року, В.Ткачова обрано Головою Федерації профспілок транспортників України.
- Був переобраний головою Профспілки залізничників і транспортних будівельників України з'їздах профспілки у грудні 2006 та у грудні 2011[1].
- Помер 12 серпня 2018 року в Одесі[2].

## Відзнаки
- Заслужений працівник транспорту України
- Почесний залізничник
- Почесний знак «За заслуги перед профспілкою»